# Polje (Dobrinj)
Polje, čokavski Poje, je naselje na otoku Krku, Hrvatska.

## Zemljopis
Polje je naselje u sastavu općine Dobrinj. Mjesto se nalazi u unutrašnjosti otoka duž ceste koja povezuje Šilo s općinskim centrom, od kojeg je udaljeno oko 3 km. Nedaleko Polja su i dva zaseoka Županje, 1 km zapadno, i Žestiloc, 1 km južno.

## Stanovništvo
U naselju stalno živi 295 stanovnika (popis 2001. g.). Polje je nakon Šila najveće naselje u općini. Prema podacima Krčke biskupije u Polju je 1935. g. živjelo 676 stanovnika.
| broj stanovnika | 383   | 421   | 384   | 455   | 524   | 505   | 589   | 522   | 490   | 461   | 400   | 336   | 289   | 293   | 295   | 300   | 285   |
|                 | 1857. | 1869. | 1880. | 1890. | 1900. | 1910. | 1921. | 1931. | 1948. | 1953. | 1961. | 1971. | 1981. | 1991. | 2001. | 2011. | 2021. |

## Gospodarstvo
Glavne gospodarska djelatnost stanovništva je poljoprivreda. U selu radi i mali toš-uljara za preradu maslina i proizvodnju maslinovog ulja.

## Školstvo
U Polju je 1885. g. otvorena pučka škola. Danas osnovnu školu mladi Pojani pohađaju u novoj školi u Dobrinju.

## Znamenitosti
- Crkva svete Marije od Porođenja sagrađena je 1879. g. na mjestu dotadašnje istoimene crkvice koja se spominje u 17. st. Uz crkvu je 1909. g. sagrađen i zvonik.
- Općinsko središte Dobrinj je ranosrednjevjekovni kaštel s brojnim povijesnim i kulturnim znamenitostima.

## Poznate osobe
- Ivan Črnčić (iz Polja) svećenik, tajnik krčkog biskupa, ravnatelj znamenitog hrvatskog Zavoda sv. Jerolima u Rimu, prvi član JAZU, danas HAZU, s otoka Krka. Pisac, slavist, filolog, povjesničar; u rodnome Polju otvorio drugu redovnu školu u Dobrinjštini. Prvi je priredio čitanje i izdanje darovnice slavnog Dragoslava.[4]

## Vanjske poveznice
- Službene stranice Općine Dobrinj
- Službene stranice Turističke zajednice Općine Dobrinj  Arhivirana inačica izvorne stranice od 26. srpnja 2010. (Wayback Machine)